# Aucher-Melde
Die Aucher-Melde (Atriplex aucheri) ist eine Pflanzenart aus der Gattung der Melden (Atriplex) innerhalb der Familie der Fuchsschwanzgewächse (Amaranthaceae). Sie gilt als wilde Ausgangsform der kultivierten Gartenmelde.

## Beschreibung

### Vegetative Merkmale
Die Aucher-Melde wächst als einjährige krautige Pflanze, die Wuchshöhen von 40 bis 180, selten bis zu 250 Zentimetern erreicht. Der aufrechte, im Querschnitt unten stielrunde, oben etwas viereckige Stängel ist meist verzweigt mit schräg abstehenden, oft bemehlten Seitenzweigen.
Die im unten am Stängel gegenständig, weiter oben wechselständig angeordnetem Laubblätter sind in Blattstiel und -spreite gegliedert. Der Blattstiel ist 1 bis 3 Zentimeter lang. Die Blattspreite ist bei einer Länge von 4 bis 10 Zentimetern und einer Breite von 2 bis 8 Zentimetern bei der unteren Laubblättern dreieckig-spießförmig mit ausgezogenen Spießecken und gestutztem oder herzförmigem Spreitengrund. Bei den oberen Blätter ist die Spreitenform dreieckig-lanzettlich bis länglich verkehrt-eiförmig, mit keilförmigem Spreitengrund. Der Blattrand ist grob buchtig gezähnt, mit verlängertem zweiten basalen Zahnpaar, gelegentlich auch fast ganzrandig. Die Blattoberseite ist dunkel-grün, die Blattunterseite dicht grau-weißlich durch Blasenhaare bemehlt. Die Blattspreite ist konkav gebogen und an den oberen Blättern oft tütenförmig eingerollt. Der Geschmack der Laubblätter wird als mild beschrieben.

### Blütenstand und Blüten
Die Blütezeit beginnt in Deutschland erst Anfang September (nach Schwarz 2004. In der Flora Iranica wird eine Blütezeit von April bis Mai und in der Flora of China von August bis Oktober angegeben). In endständigen, verzweigten, ährigen Blütenständen stehen Knäuel aus meist sechs grünen, oft rötlich überlaufenen Blüten in der Achsel von Tragblättern.
Es gibt zwittrige, männliche und zwei Typen von weiblichen Blüten. Die zwittrigen Blüten enthalten fünf längliche Blütenhüllblätter (Tepalen), fünf Staubblätter und einen horizontalen Fruchtknoten. Bei den männlichen Blüten fehlt der Fruchtknoten, bei einigen weiblichen „horizontalen“ Blüten sind die Staubblätter nicht entwickelt. Die meisten weiblichen Blüten sind „vertikal“: sie werden von zwei Vorblättern umhüllt, Blütenhüllblätter sind nicht vorhanden, sie enthalten nur einen vertikalen Fruchtknoten.

### Früchte und Samen
Der Fruchtstand ist zur Fruchtzeit (in Deutschland ab November) durch sein Gewicht stark überhängend. Es gibt mehrere Typen von Früchten (Heterokarpie): In den „horizontalen“ Blüten umgeben die Blütenhüllblätter die horizontale Frucht von etwa 1,5 mm Durchmesser mit schwarzer, glatter Samenschale.
Die vertikale Frucht bleibt von den freien Vorblättern umhüllt. Die Vorblätter vergrößern sich auf eine Länge von 10 bis 15 Millimetern sowie eine Breite 9 bis 12 Millimetern und sind oval-eiförmig oder rundlich, nicht oder wenig zugespitzt oder leicht ausgerandet und ganzrandig. Die trockenen Vorblätter sind strohgelb, teilweise auch rötlich überlaufen oder mit rötlichem Rand. Ihre Oberfläche zeigt eine netzartige Aderung, die Hauptadern trennen sich erst nach einem Fünftel bis einem Viertel der Vorblattlänge.
Es kommen zwei vertikale Samentypen vor: gelb-braune Samen mit einem Durchmesser von 3 bis 4 Millimetern und matter, durchscheinender Samenschale, sowie kleinere schwarze Samen, die oft noch lange Griffelreste tragen und nach Abreiben der dünnen Fruchtwand glänzend sind.

### Chromosomenzahl
Die Chromosomenzahl beträgt nach Untersuchungen von Schwarz 2004 etwa 2n = 18.

### Photosyntheseweg
Atriplex aucheri ist eine C3-Pflanze mit normaler Blattanatomie.

## Vorkommen
Atriplex aucheri ist in Mittelasien heimisch. Von Südosteuropa (Ukraine, südosteuropäisches Russland), der Türkei und der Kaukasusregion reicht ihr Verbreitungsgebiet über den nördlichen Iran, Afghanistan, Turkmenistan, Kasachstan und Kirgisien bis zum chinesischen Xinjiang.
Eingeführt als Adventivpflanze ist sie auch in Deutschland, Estland und dem europäischen Russland gefunden worden.
Sie besiedelt Steppen, auch auf salzigen Böden, Kiesgeröll oder Ufer von Gewässern, kommt aber auch an Straßenrändern oder als Unkraut in Gärten vor. Im Iran kann sie bis zu einer Höhenlage von 2500 Meter gedeihen.

## Systematik
Die Aucher-Melde (Atriplex aucheri) zählt zur Sektion Atriplex innerhalb der Gattung Atriplex. Sie ist eng verwandt mit der Gartenmelde (Atriplex hortensis) und der Glanz-Melde (Atriplex sagittata) und wird möglicherweise häufig mit diesen verwechselt.
Die Erstveröffentlichung von Atriplex aucheri Moq. erfolgte 1840 durch Alfred Moquin-Tandon in Chenopodearum Monographica Enumeratio, S. 51. Das Artepitheton aucheri ehrt den Botaniker und Forschungsreisenden Pierre Martin Rémi Aucher-Éloy, von dem das Typusexemplar stammt.
Synonyme für Atriplex aucheri Moq. sind: Atriplex amblyostegia Turcz., Atriplex desertorum Sosn., Atriplex hortensis subsp. desertorum (Iljin) Aellen, Atriplex nitens subsp. aucheri (Moq.) Takht., Atriplex nitens subsp. desertorum Iljin.